# Pekin
För andra betydelser, se Pekin (olika betydelser).
Pekin (efter engelskans och franskans pekin respektive pékin, både efter namnet på Kinas huvudstad, Peking) var ett under mitten och slutet av 1800-talet brukat namn på ett visst slags kinesiskt sidentyg, eller europeiska kopior av detta.